# Chaetomitrium darnaedii
Chaetomitrium darnaedii là một loài Rêu trong họ Hookeriaceae. Loài này được H. Akiy. & Suleiman mô tả khoa học đầu tiên năm 2001.